# Hulkonsaaret (ö i Norra Karelen)
Hulkonsaaret är en ö i Finland. Den ligger i sjön Pielisjärvi och i kommunen Nurmes i den ekonomiska regionen  Pielinen-Karelen  och landskapet Norra Karelen, i den centrala delen av landet, 400 km nordost om huvudstaden Helsingfors. Öns area är 0,2 hektar och dess största längd är 50 meter i öst-västlig riktning.  Notera att namnet antyder att det är fråga om flera öar.